# Plagiozopelma efatense
Plagiozopelma efatense är en tvåvingeart som beskrevs av Daniel J. Bickel 2005. Plagiozopelma efatense ingår i släktet Plagiozopelma och familjen styltflugor.
Artens utbredningsområde är Vanuatu. Inga underarter finns listade i Catalogue of Life.